# Bolos de Mendès
Bolos de Mendès (Βῶλος) est un auteur de langue grecque (vers 200 av. J.-C. ou 100 av. J.-C., originaire de Mendès en Égypte, et dont il ne nous reste que des titres d'ouvrages et quelques fragments. On lui a parfois attribué certains textes attribués dans l'Antiquité à Démocrite.

## Sources
La principale source concernant Bolos est constituée de deux entrées à ce nom de la Souda, d'origines différentes :
- [B481] : Bolos, philosophe démocritéen auteur d'une Enquête et d'un Art médical (ce dernier ouvrage renferme des remèdes ioniens tirés de certaines propriétés naturelles.
- [B482] : Bolos de Mendès, pythagoricien. Œuvres : Des questions tirées de la lecture des enquêtes qui attirent notre attention, Des prodiges et Les Drogues naturelles (Φυσικὰ δυναμερά). Ce dernier ouvrage comprend : le Traité des pierres [...] sympathiques et antipathiques <et> le Traité des signes tirés du Soleil, de la Lune, de l'ourse, de la lampe et de l'arc-en-ciel..

Provenant de sources différentes les deux entrées se réfèrent probablement à la même personne.
On dispose également de deux passages du De re rustica. (De l'agriculture) de Columelle (Ier siècle)
- « Mais Bolos de Mendès, illustre auteur de nationalité égyptienne, dont les ouvrages intitulés en grec Ouvrages faits à la main [Χειρόκμητα - Cheirokmeta] sont attribués faussement à Démocrite, pense qu'à cause de cette maladie il faut examiner fréquemment et soigneusement le dos des moutons, pour que si par hasard l'un d'eux venait à souffrir de cette maladie, le mal soit dépisté dès le début et que l'on creuse un trou au seuil de l'étable afin d'y jeter vive à la renverse la bête atteinte d'érysipèle et de faire passer par-dessus l'ensemble du troupeau pour que, par là, la maladie se trouve chassée. (VII, V, 17) »
- « Nous avons relevé, chez l'auteur égyptien Bolos de Mendès, une pratique qui demande moins de travail : il conseille de planter, dans un terrain bien exposé et bien fumé, cannes et framboisiers en quinconce dans les jardins, puis, après l'équinoxe de les tailler légèrement au-dessus du niveau du sol... (XI,III,53 »

## Occultisme
Bolos cherchait à retrouver les forces, ainsi que les éléments semblables ou opposés (sympathie et antipathie), qui agissaient sur la nature (pierres, plantes, animaux, humains). Il voulait les employer pour améliorer le bien-être physique et moral des hommes. Bolos appartient aussi au courant de la paradoxographie, genre littéraire qui traite des phénomènes anormaux ou inexpliqués. Il étudie les « vertus naturelles » (Φυσικὰ δυναμερά), les sympathies et les antipathies.
Il ne reste que des fragments de ses œuvres :
- Χειρόκμητα / 'Cheirokmeta' : Les tours de main (en médecine, magie, chimie ou alchimie, métallurgie, art vétérinaire, botanique magique), œuvre attribuée par Vitruve[4] et Pline l'Ancien[5] à Démocrite. Mais dès l'antiquité, Columelle[6] en attribue la paternité à Bolos de Mendès (cf. supra). « Il est raisonnable de penser que la chimie était une part des Cheirokmeta, 'effets merveilleux' produits artificiellement, par opposition aux φυσικὰ, 'effets merveilleux' observés dans la nature[7] »
- Περι συμπαθειων και άντιπαθειων / 'Peri sumpatheiôn kai antipatheiôn' : Des sympathies et antipathies dans les pierres, plantes et animaux. Columelle[8] en cite un extrait : « [les chenilles] périssent pour peu qu'une femme qui a ses règles fasse, les cheveux dénoués et pieds nus, trois fois le tour de chaque plate-bande »
- Περι Θαυμάσιων / 'Peri thaumasiôn' : Des prodiges
- Γεωργικα / 'Georgika', un traité sur l’agriculture dont Columelle a conservé quelques extraits. Par exemple un extrait qui illustre le mélange de technique et de magie: « l'auteur égyptien Bolos de Mendès conseille de planter, dans un terrain bien exposé et bien fumé, cannes et framboisiers en quinconce dans les jardins, puis, après l'équinoxe de les tailler légèrement au-dessus du sol. »

Un des tout premiers textes de nature alchimique, le Physica kai Mystica, du pseudo-Démocrite, daté du premier ou deuxième siècle de notre ère, a souvent été attribué ou relié à Bolos de Mendès ; Les études plus récentes ont conduit à rejeter cette hypothèse
Bolos (ou Zosime de Panopolis) est peut-être l'auteur de la Mappae clavicula (Petite clé de tours de mains) selon l'hypothèse de Robert Halleux. Ce livre est un recueil de 300 recettes d'alchimie et de technologie.

#### Fragments
- Traduction (contestée) des Phusika kai mustika. Questions naturelles et mystérieuses de Bolos de Mendès ("Démocrite") : Marcelin Berthelot et Charles-Émile Ruelle, Collection des anciens alchimistes grecs (C.A.A.G., 1888, réimpr. Osnabrück 1967), t. III : Readuction. Traduction à paraître : Les alchimistes grecs, Les Belles Lettres, vol. 2 : Les vieux auteurs I. Les 'physica et mystica' du Pseudo-Démocrite. Ostanès, Cléopâtre. Comarios. Isis à Horus. Hermès Trismégiste. Extraits : Les présocratiques (1988), éd. Jean-Paul Dumont, Gallimard, coll. "Folio Essais", 1991, p. 572-584.
- Traduction des Georgika de Bolos de Mendès ("Démocrite") : Columelle, De l'agriculture. De re rustica (IX, 12, 5 ; IX, 14, 6 ; XI, 3, 2).
- (grc + de) Felix Jacoby, Die Fragmente der grieschischen Historiker (263). Hypercritique : rejette comme inauthentique.
- (grc + de) H.Diels, Die Fragmente der Vorsokratiker (68-B300). Fragments et témoignages, en grec, t. II, p. 251 et 424-425.
- (grc) A. Giannini, Paradoxographorum Graecorum Reliquiae, Milan, 1965, p. 377-379 : ensemble de tous les fragments.
- Fragments
- Recettes alchimiques

#### Études
(par ordre chronologique)
- (en + grc) Souda (lire en ligne) (beta 481 ; beta 482)
- Eugène Chevreul et Marcelin Berthelot, L'idée alchimique (1884)
- Marcelin Berthelot, Les origines de l'alchimie (1885), Paris, 1938. Présentation contestable.
- Marcelin Berthelot et Charles-Émile Ruelle, Catalogue des anciens alchimistes grecs (CAAG, 1888, réimpr. Osnabrück, 1967), t. II : "Texte grec", t. III : "Traduction". Traduction contestée.
- Max Wellmann, "Die 'Georgika' des Demokritos", Abhandlungen der Preussischen Akademie der Wissenschaften, 1921 (4).
- Max Wellmann, "Die Φυσικά des Bolos Demokritos und der Magier Anaxilaos aus Larissa", Abhandlungen…, 1928 (7).
- W. Kroll, "Bolos und Demokritos", Hermes, 69 (1934), p. 228-232
- André-Jean Festugière, La Révélation d'Hermès Trismégiste, t. 1 (1944), Les Belles Lettres, rééd. 1981, p. 197-200 (sur Bolos de Mendès), 222-238 (sur les Phusika kai mustika).
- (de) "Bolos", dans Reallexikon für Antike und Christentum, Stuttgart, bd. III (1954), notice de J. H. Waszink, col. 502-508.
- Jack Lindsay, The Origin of Alchemy in Graeco-Roman Egypt, Trinity Press, Londres, 1970, p. 90-110.
- (de) "Bolos von Mendes", dans Lexikon der antiker Autoren (1972), notice de P. Kroh.
- Peter Marshall Fraser, Ptolemaic Alexandria, Clarendon Press, 1972, pp. 440-444
- Robert Halleux, Les alchimistes grecs, t. I : Papyrus de Leyde, Papyrus de Stockholm. Fragments et Recettes, Les Belles Lettres, 1981, p. 62-69.
- J. P. Hershbell, "Democritus and the Beginnings of Greek Alchemy", Ambix, 34 (1987), p. 5-20.
- "Bolos", dans Richard Goulet (dir.), Dictionnaire des philosophes antiques, C.N.R.S. Éditions, t. II, 1994, p. 133-134.
- (it) "Bolo", dans Dizionario della civiltà classica, 2deéd. (2001), notice de F.Ferrari, M.Mantuzzi, M.C. Martinelli, M.S. Mirto.
- Patricia Gaillard-Seux, "Un pseudo-Démocrite énigmatique : Bolos de Mendès", Frédéric Le Blay (éd.).Transmettre les savoirs dans les mondes hellénistique et romain, Rennes : Presses Universitaires de Rennes, 2009, pp. 223–243.